# Voivodia de Toruń
A Voivodia de Toruń (em polonês: województwo toruńskie) foi uma unidade de divisão administrativa e governo local da Polônia nos anos de 1975–1998. Em 1999, grande parte da voivodia passou a constituir a voivodia da Cujávia-Pomerânia. A parte restante, incluindo a cidade de Nowe Miasto Lubawskie, passou a pertencer à voivodia da Vármia-Masúria. Sua capital era Toruń.

## Cidades
População em 31.12.1998
- Toruń - 206 158
- Grudziądz - 102 434
- Brodnica - 27 895
- Chełmno - 22 138
- Chełmża - 15 408
- Wąbrzeźno - 14 132
- Golub-Dobrzyń - 13 005
- Nowe Miasto Lubawskie - 10 776
- Kowalewo Pomorskie - 4 069
- Jabłonowo Pomorskie - 3 704
- Łasin - 3 200
- Radzyń Chełmiński - 1 400
- Górzno - 1 200

### População no período
- 1975 - 587 400
- 1980 - 610 800
- 1985 - 640 600
- 1990 - 659 100
- 1995 - 671 100
- 1998 - 674 800